# ピーター・コリンソン (植物学者)

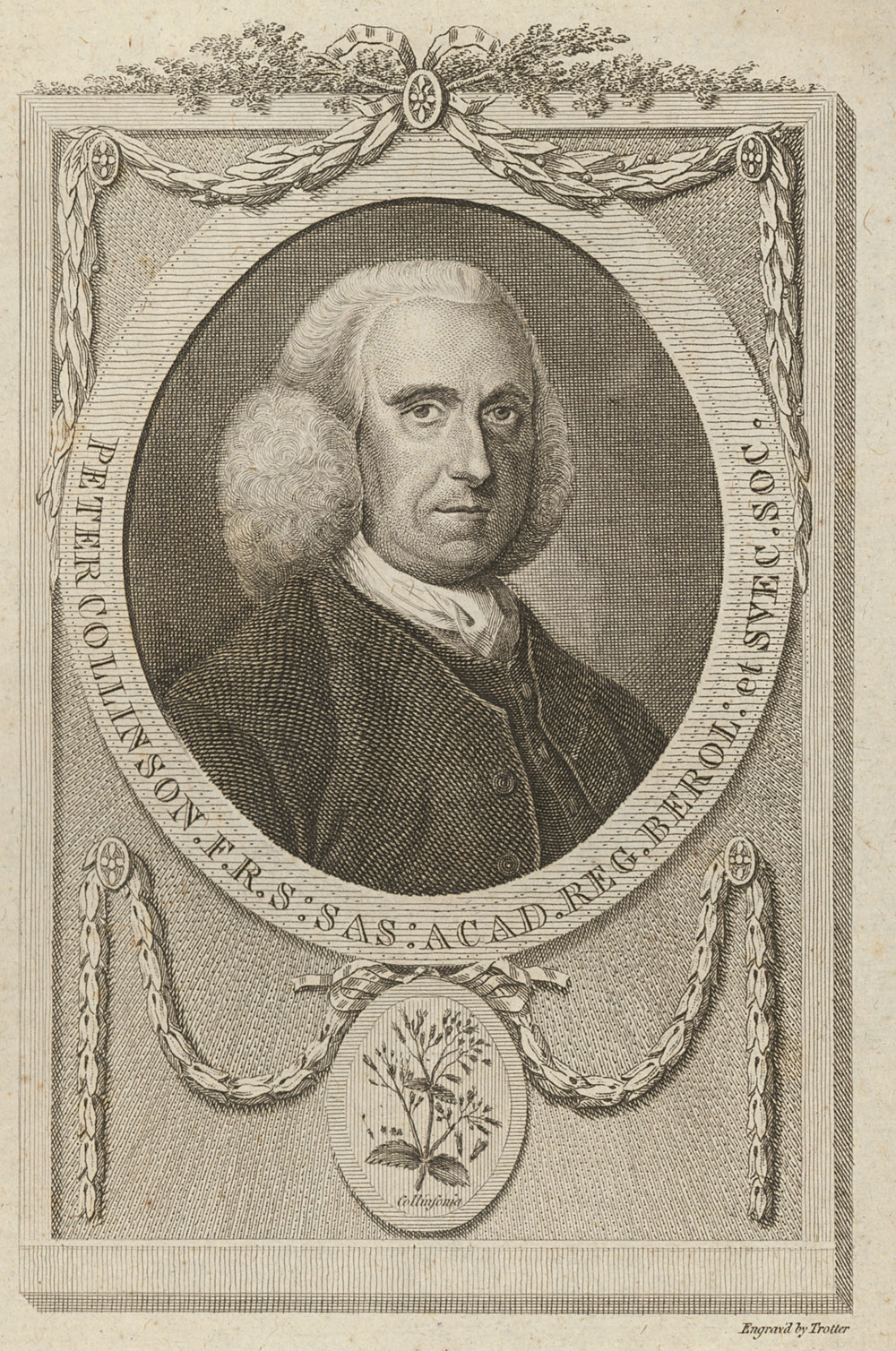
Peter Collinson

ピーター・コリンソン（Peter Collinson、1694年1月 – 1768年8月11日）は、イギリスの植物学者、商人、園芸家である。王立協会のフェローに選ばれ、植物学者のジョン・バートラムや科学者のベンジャミン・フランクリンらの多くの科学者と交流した。

## 略歴
ロンドンのキリスト友会（Religious Society of Friends：クエーカー）に属する毛織物商人の息子に生まれた。父親の仕事に従事する一方、植物学への興味を深めた。1728年10月に王立協会の会長のハンス・スローンにケント州で起きた出来事を報じる手紙を書き、1728年11月に会員になることを薦められた。
商人として、北アメリカと取引を行っていたので、取引先を通じて、植物や種子を入手した。ペックハム（Peckham）やミリヒル（Mill Hill）に個人のコレクションを作り有名になった。海外から植物を輸入して販売する商売が成り立つことに気がつき、1730年代終わりにイギリスの収集家に向けて北アメリカの植物の種を輸入する仕事を始め、アメリカ合衆国の植物学者のジョン・バートラムの採集旅行の資金を提供した。バートラムが集めた新大陸の植物の種子は、イギリスの貴族、園芸賞、博物学者に毎年配布された。たとえば、ヨハン・ヤーコプ・ディレン、フィリップ・ミラー、ピーター卿（Robert Petre, 8th Baron Petre）やリッチモンド公爵やジェームズ・ゴードン、ジョン・ブッシュらの園芸家や愛好家が、種子を受け取った。博物画家で博物学者のマーク・ケイツビーの活動を援助した一人である。
ロンドンに在住した科学者や海外の科学者と交流し、ハンス・スローン、カール・フォン・リンネ、グロノヴィウス（Jan Frederik Gronovius）、ジョン・フォザーギル、ベンジャミン・フランクリンらと親しく付き合った。アメリカのフィラデルフィアの科学者コミュニティの資金支援者であり、1743年にフランクリンとバートラムが設立したアメリカ哲学協会（American Philosophical Society）を支援した。フィラデルフィアの書籍商のために書籍の購入の代理人も務めた。フランクリンの電気の実験に関する書籍を王立協会から出版するための窓口となった。
1747年にはスウェーデン王立科学アカデミーの外国人会員に選ばれた。